# Folclore ucraino

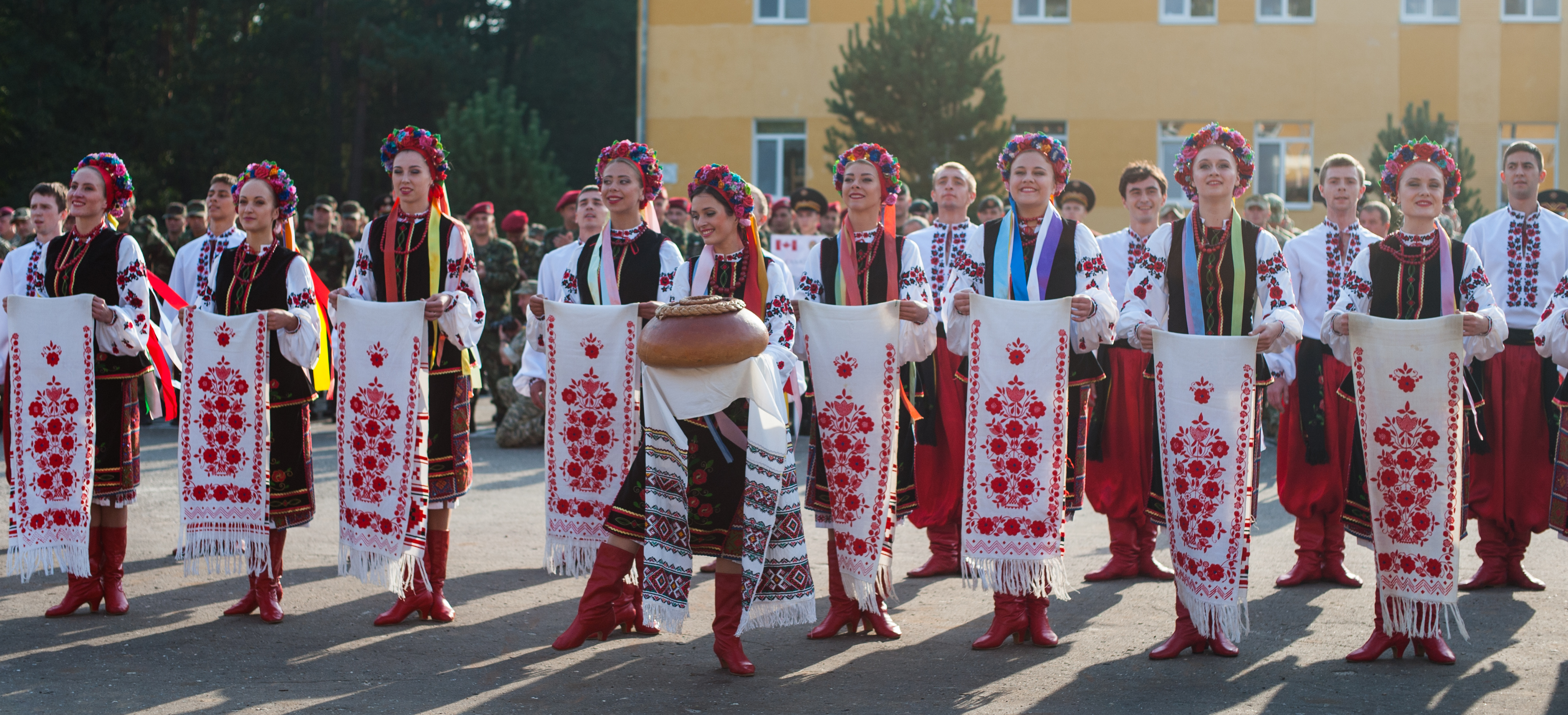
Donne ucraine in abiti tradizionali, con pane e sale e il rušnyk

Il folclore ucraino è la tradizione popolare che si è sviluppata in Ucraina e tra gli ucraini. I primi esempi di folclore trovati in Ucraina appartengono al folclore panslavo che risale all'antica mitologia degli slavi orientali. A poco a poco, gli ucraini hanno sviluppato una propria cultura popolare distinta. Il folclore è stato uno strumento importante per definire e mantenere un carattere distintivo culturale nel Paese di fronte alle forti pressioni di assimilazione da parte delle terre vicine.

## Caratteristiche
Le usanze popolari ucraine sono state influenzate da diversi periodi e dalle aree in cui si sono sviluppate. La caratteristica base, nonché la più antica, è data dalla cultura panslava. Vi sono poi elementi comuni agli slavi orientali e altri presenti nella sola Ucraina. Altri elementi culturali e folcloristici sono dati dai vari gruppi etnici dell'Ucraina come i bojko, gli hutsuli, i lemko, i lyšak, i podoli e i russini.
Alcune caratteristiche del folclore ucraino sono piuttosto distinte da quelle dei vicini popoli slavi. I canti e le feste di Ivan Kupala (Festa di San Giovanni) e della Koliada, normalmente associati ad alcuni dei livelli più profondi e antichi del folclore, contengono caratteristiche che non si trovano nella vicina cultura russa e sono tipicamente ucraini. Questi elementi vanno in contrasto con l'idea che i popoli russo e ucraino abbiano un'unica origine.

## Usanze popolari
In passato le usanze e i riti popolari ucraini erano rituali legati al calendario e al corso della vita. Erano spesso accompagnati da cerimonie religiose, incantesimi, canti popolari, danze e spettacoli teatrali. I rituali del ciclo vitale segnano la nascita, il matrimonio e la morte. Molte di queste usanze sono antiche e si sono mescolate in molti casi ai riti cristiani. Esse possono essere suddivisi in tre categorie:
- usanze e riti familiari, che consistono in riti di nascita, matrimonio e sepoltura
- usi e riti stagionali e produttivi, che sono legati alle attività agricole, di pastorizia e di caccia
- usi e riti comuni, che segnano determinati eventi nella vita della comunità

Le usanze popolari hanno subito molti cambiamenti in Ucraina con l'introduzione della cultura moderna. Durante il periodo sovietico, le usanze popolari furono soppresse senza successo. I credenti praticavano ancora le usanze cristiane e alcune persone nel paese avevano persino fatto rivivere le antiche usanze. Molti riti cristiani sono stati ripresi nell'Ucraina post-sovietica dopo il 1991, specialmente nelle oblast' occidentali.

## Danze popolari

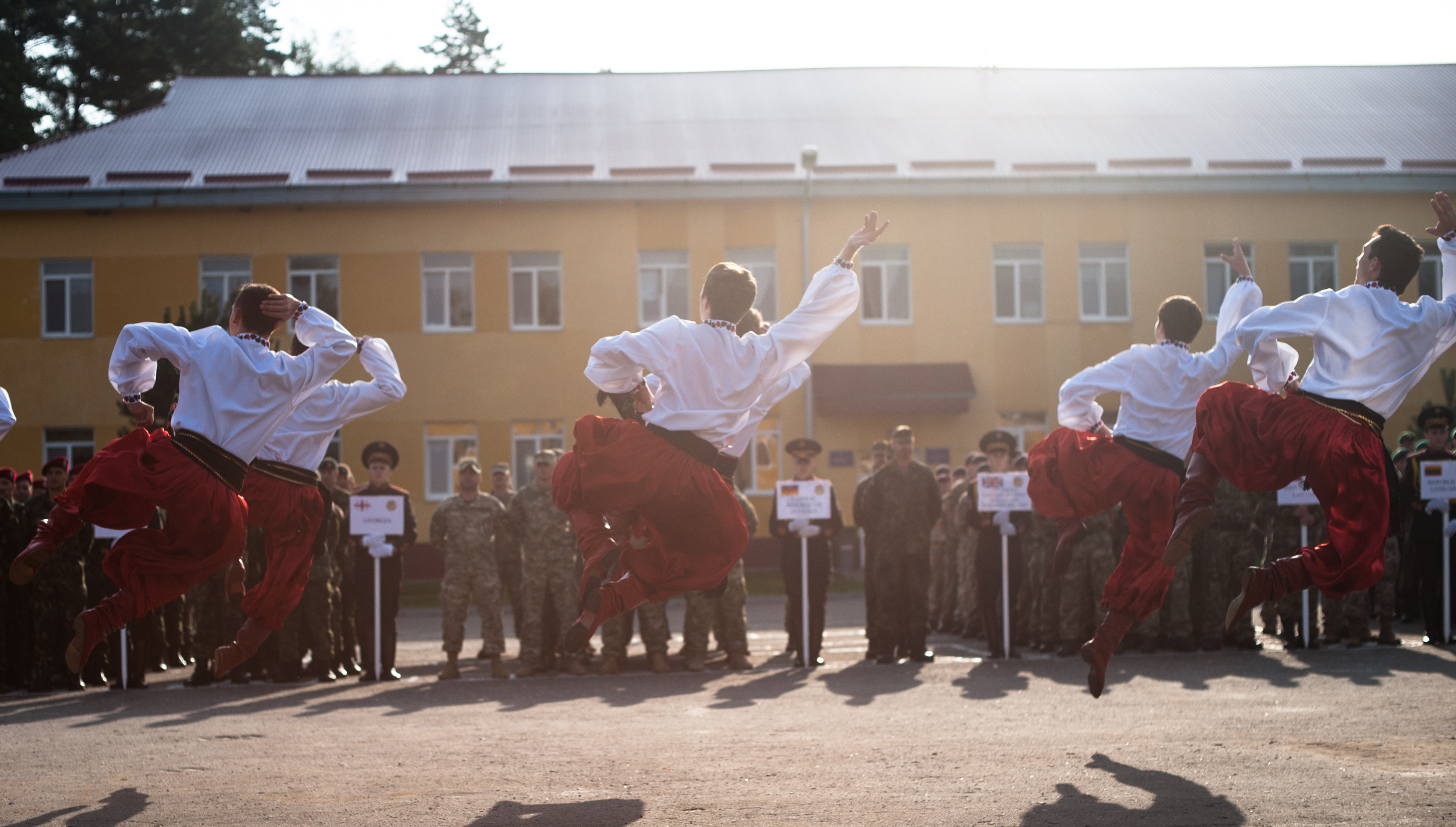
Hopak

La danza esiste in Ucraina come rituale fin dai tempi antichi, ma è stata per lo più assorbita dal cristianesimo e mescolata con i rituali cristiani. Le prime danze si tenevano in cerchio e si focalizzavano sull'agricoltura. Le danze si svolgevano il giorno di Ivan Kupala, il giorno di San Giorgio, durante la Pentecoste, nei giorni del raccolto e ai matrimoni. Raramente le danze rituali venivano eseguite con la musica, ma solitamente con un canto. Le danze popolari invece venivano eseguite con o senza musica. La maggior parte di esse sono circolari. Alcuni dei balli più famosi sono l'arkan e l'hopak. La danza è stata anche arricchita con il tradizionale abito popolare ucraino. Oggi vi sono molti gruppi di danza ucraini, sia in patria che nei paesi della diaspora, in particolare in Canada, che hanno mantenuto viva la tradizione della danza popolare.

## Canzoni popolari
Le canzoni popolari ucraine possono essere divise in quattro gruppi:
- canti rituali, come i canti natalizi (koliadky e ščedrivky), canti primaverili, canti sulle ninfe (rusalki) e canti della festa di Kupala
- canti del raccolto e canti nuziali
- canzoni storiche e canzoni politiche, come la duma e le ballate
- canzoni liriche, ovvero canzoni di famiglia, canzoni di classe sociale e canzoni d'amore

Le canzoni popolari ucraine contengono un'abbondanza di simbolismo, in particolare sugli uccelli. L'aquila e il falco sono simbolo di virilità, potere, bellezza, coraggio e libertà, la colomba simboleggia la femminilità, mentre il gabbiano è il simbolo della madre sofferente. Altri simboli includono il viburnum opulus, o viburno (kalyna), che rappresenta una ragazza amata o la stessa Ucraina, e la quercia che rappresenta il ragazzo. Nelle canzoni predominano le similitudini: una ragazza è tipicamente paragonata a una stella, un viburno rosso, un pino e un papavero, mentre un ragazzo è paragonato a una quercia, un acero o a un piccione. Alcune canzoni fanno uso di ripetizioni, antitesi, iperboli e metafore. Una tecnica spesso usata nelle canzoni liriche per esprimere le emozioni è il dialogo drammatico. In alcune canzoni popolari si usano anche assonanze, allitterazioni e onomatopee.. E ancora un tipico racconto popolare ucraino è rappresentato dal Sirko.
Le canzoni popolari hanno fornito ispirazione a molti compositori ucraini, come Mykola Lysenko, Mykola Leontovyč e Kyrylo Stecenko. Anche i famosi compositori russi Pëtr Il'ič Čajkovskij, Nikolaj Andreevič Rimskij-Korsakov e Sergej Rachmaninov hanno raccolto e utilizzato melodie popolari ucraine nelle loro opere.